# César Larios
César Alexánder Larios Flores (Santa Ana, 21 aprile 1988) è un ex calciatore salvadoregno, di ruolo attaccante.

## Carriera

### Club
Dopo aver giocato nella squadra della sua città natale, il FAS, nel 2010 si trasferisce all'Isidro Metapán. Nel 2011 passa all'Universidad de El Salvador. Nel 2012 viene acquistato dall'Atlético Marte. Nel 2013 passa all'Águila. Nel 2015 viene ingaggiato dalla Juventud Independiente.

### Nazionale
Ha debuttato in Nazionale il 15 novembre 2006, nell'amichevole Bolivia-El Salvador (5-1). Ha messo a segno la sua prima rete con la maglia della Nazionale il 6 settembre 2008, in El Salvador-Haiti (5-0), in cui ha messo a segno la rete del momentaneo 4-0. Ha partecipato, con la Nazionale, alla Gold Cup 2007. Ha collezionato in totale, con la maglia della Nazionale, 9 presenze e una rete.